# Robin Hood's Bay
Robin Hood's Bay je vas v Severnem Yorkshiru v Angliji. To je 10 km južno od Whitbyja in 24 km severno od Scarborougha na obali Yorkshirea.
To je starodavna kapela župnije Fylingdalesa v wapentake Whitby Stranda. Je ob 177 km dolgi nacionalni pohodni poti Cleveland Way in tudi končna točka na 306 km dolgi Wainwrightovi pohodni poti Od obale do obale (angleško Coast to Coast).

## Zgodovina

### Toponimija
Izvor imena je negotov in dvomljivo je, da je bil Robin Hood kdaj v bližini vasi. Potrjeno je v zgodnjem 16. stoletju (leta 1544) kot Robyn Hoodis Baye. Angleška balada The Noble Fisherman pripoveduje zgodbo o Robinu Hoodu, ki je obiskal Scarborough, se zaposlil kot ribič, premagal francoske pirate s svojimi lokostrelskimi veščinami in uporabil polovico naropanega zaklada zgraditi dom za revne. Vendar pa je balada izpričana šele v 17. stoletju. Verjetneje je, da gre za izvirno delo iz 17. stoletja in ne za starejšo srednjeveško priljubljeno legendo, ki se je prenašala, in je zelo malo verjetno, da temelji na kakršnih koli zgodovinskih dogodkih. Vendar pa je možno, da je avtor vedel za zaliv Robina Hooda in je želel zgodbo, ki so jo napisali, povezati z območjem Scarborougha, da bi pojasnil in upravičil ime.

### Zgodnja zgodovina
Približno leta 1000 so sosednji zaselek Raw in vas Thorpe (Fylingthorpe) v Fylingdalesu naselili Norvežani in Danci. Po normanski osvojitvi leta 1069 je bilo veliko ozemlja v severni Angliji, vključno s Fylingdalesom, opustošenih. Viljem Osvajalec je dal Fylingdales Tancredu Flemingu, ki ga je pozneje prodal opatu Whitbyja.
V obdobju 1324–1346 se je zgodaj omenjal zaliv Robina Hooda. Ludvik I., grof Flandrije, je napisal pismo kralju Edvardu III., v katerem se je pritožil, da so bili flamski ribiči skupaj z njihovimi čolni in ulovom na silo odpeljani v zaliv Robyn Oeds. Naselja so bila približno miljo v notranjosti pri Rawu, vendar je okoli leta 1500 naselje zraslo na obali. Robin Hoode Baye je leta 1536 omenil Leland, ki ga je opisal kot

»Fischer tounlet z 20 škornji z Dok ali Bosom dolžine milje yn.«
Po razpustitvi samostanov leta 1540 je opatija Whitby in njena zemljišča postala last kralja Henrika VIII. King Street in King's Beck sta iz tega časa.
V 16. stoletju je bil zaliv Robina Hooda pomembnejše pristanišče od Whitbyja; opisuje ga majhna slika visokih hiš in sidra na starih kartah Severnega morja, ki jih je leta 1586 objavil Waghenaer in so zdaj v Rotterdamskem pomorskem muzeju.

### Tihotapstvo
Vas, ki je sestavljena iz labirinta majhnih uličic, ima tradicijo tihotapstva, domnevno pa je, da obstaja mreža podzemnih prehodov, ki povezujejo hiše. V poznem 18. stoletju je bilo tihotapstvo razširjeno na obali Yorkshirea. Plovila s celine so pripeljala tihotapsko blago, ki so ga delili stiki na kopnem, operacije pa so financirali sindikati, ki so ustvarjali dobiček brez tveganja mornarjev in vaščanov. Čaj, gin, rum, žganje in tobak so bili med tihotapskimi izdelki, pretihotapljenimi v Yorkshire iz Nizozemske in Francije, da bi se izognili dajatvi.
Leta 1773 so tri tihotapske ladje, škuna in dve plitvi ladji pregnale dve trošarinski ladji, Mermaid in Eagle, z orožjem in ju pregnale iz zaliva. Leta 1779 je na doku potekala ostra bitka med tihotapci in trošarinci za 200 sodov žganja in geneve (gin) ter 15 vreč čaja.

### Ribištvo, kmetijstvo in rešilni čolni
Ribolov in kmetovanje sta bila prvotna poklica, ki so jima sledile generacije prebivalcev zaliva. Številne hiše v vasi so bile zgrajene med letoma 1650 in 1750 in cele družine so se ukvarjale z ribištvom. Številne družine so imele v lasti ali delni lasti tradicionalne lesene jorkširske ribiške čolne. Kasneje so nekateri imeli v lasti čezoceanska plovila. Ribištvo je svoj vrhunec doseglo sredi 19. stoletja; pozimi so ribiči uporabljali za ribolov jorkširske čolne ob obali, za lov na slanika pa večje čolne. Ribe so bile natovorjene v košare in moški in ženske so hodili ali jezdili po barjanskih poteh v Pickering ali York.
Na plošči v vasi je zapisano, da je 18. januarja 1881 v zalivu Robina Hooda med hudo nevihto nasedlo plovilo z imenom Visiter. Da bi rešili posadko, je rešilni čoln iz Whitbyja po kopnem vleklo 18 konj 9,7 km daleč, pri čemer je 200 mož očistilo 2,1 m globoke snežne zamete. Cesta navzdol do morja skozi vas Robin Hood's Bay je bila ozka in je imela nerodne ovinke, možje pa so morali naprej rušiti vrtne zidove in ruvati grmovje, da so naredili pot za voz z rešilnim čolnom. Rešili so jo dve uri po odhodu iz Whitbyja, pri čemer so posadko Visiterja rešili v drugem poskusu.
Glavna zakonita dejavnost je bila vedno ribolov, ki pa je začel upadati v poznem 19. stoletju. Danes večina prihodkov prihaja iz turizma.
Zaliv Robina Hooda je znan tudi po velikem številu fosilov, ki jih lahko najdemo na njegovi plaži. Zlasti obalne skale na severni strani zaliva so dobro znana lokacija za iskanje amonitov, zlasti po zimskih nevihtah.
Leta 1912 je profesor Walter Garstang z Univerze v Leedsu v sodelovanju s profesorjem Alfredom Dennyjem z Univerze v Sheffieldu ustanovil Morski laboratorij v Robin Hood's Bay, ki je na tem mestu deloval naslednjih 71 let in so ga zaprli leta 1983.

## Geografija
Zaliv Robina Hooda je zgrajen v razpoki med dvema strmama pečinama. Vaške hiše so bile zgrajene večinoma iz peščenjaka z rdečimi strehami. Glavna ulica je New Road, ki se spušča z vrha pečine, kjer stojijo graščina, novejše hiše in cerkev svetega Štefana. Poteka skozi vas in prečka potok King's Beck in doseže plažo po tlakovanem priključku, znanem kot Wayfoot, kjer se potok izliva na plažo.
Pečine so sestavljene iz skrilavca zgornjega liasa, prekritega z Doggerjevimi in lažnoplastnimi peščenjaki ter skrilavci spodnjega oolita.
Profil Wine Haven v bližini zaliva Robin Hood's Bay je globalni stratotipni odsek in točka (GSSP) pliensbaške dobe (183,0–189,6 mio), ene od štirih kronografskih podstopenj zgodnjejurske epohe.
Rti na vsakem koncu plaže so znani kot Ness Point ali North Cheek (sever) in Old Peak ali South Cheek (jug).

## Kultura
Roman Drakula Brama Stokerja, napisan leta 1897, ima prizore, postavljene v zaliv Robina Hooda. Bram je obiskal območje in poustvaril strme stopnice in videnje rdečih oči, ladje, ki je nasedla z ogromnim psom, pes pa ni bil nihče drug kot Drakula.
Zaliv Robina Hooda je prizorišče romanov Bramblewick (Tri mrzlice, Fantomski jastog, Tujci, Sally Lunn, Mornarska mojstrica in Šum morja) Lea Walmsleyja (1892–1966), ki se je šolal v učilnici stare Wesleyanove kapele v spodnji vasi. V vasi so posneli film Turn of the Tide iz leta 1935, ki temelji na Walmsleyjevi Tri mrzlice.
Leta 1925 je bila skupina umetnikov Fylingdales ustanovljena v studiu Dentona Hawleyja v zalivu Robina Hooda.
Leta 1948 je revija LIFE objavila zgodbo o neznanem Poison Penmanu, ki je od leta 1928 pisal zlobna anonimna pisma prebivalcem zaliva Robin Hood's Bay.
Film Wild Child iz leta 2008 vsebuje več prizorov, posnetih v zalivu Robina Hooda. Film Phantom Thread iz leta 2017 z Danielom Day-Lewisom v glavni vlogi prikazuje številne lokacije v zalivu Robina Hooda, vključno s klasično notranjostjo hotela Victoria in vrhovi pečin nad vasjo.
Missing in Time, roman avtorice Catherine Harriott, je postavljen v zaliv Robina Hooda in vsebuje reference in opise lokalne zgodovine, geografije in kulture. Robin Hood's Bay je pesem otroškega pesnika Michaela Rosena.
Časopis Bayfair vsebuje novice in lokalne informacije o vasi. Brezžični dostop do interneta obiskovalcem po vsej vasi zagotavlja Bay Broadband Co-operative.

## Galerija
- Robin Hood's Bay avtorice Dame Ethel Walker, Aberdeen Art Gallery
- King Street v Robin Hood's Bay
- Robin Hood's Bay - pogled z morja
- Robin Hood's Bay iz Cleveland Way
- Morris Dancers v Robin Hood's Bay